# Yuzawa, Niigata
Yuzawa (japanska: 湯沢町?, Yuzawa-machi) är en landskommun (köping) i Niigata prefektur i Japan. Den kallas även Echigo-Yuzawa för att inte förväxlas med staden Yuzawa i Akita prefektur.
Kommunen ligger i ett bergsområde  med mycket stor snömängd varje vinter. Yuzawa har därför ett antal skidorter, bland annat Naeba, Gala-Yuzawa, Iwappara och Yuzawa Nakazato.
Höghastighetsjärnvägen Joetsu Shinkansen mellan Tokyo och Niigata har en station, Echigo-Yuzawa, i kommunen. Under skidsäsong trafikerar Shinkansen även skidorten Gala-Yuzawa. 
Den japanske nobelpristagaren Yasunari Kawabata bodde i Yuzawa när han skrev boken Snöns rike som sägs utspela sig i Yuzawa, även om orten aldrig nämns i boken.